# Jalen Brooks
Jalen Allen Brooks (Harrisburg, 7 maggio 2000) è un giocatore di football americano statunitense che milita nel ruolo di wide receiver per i Dallas Cowboys della National Football League (NFL).

## Carriera

### Dallas Cowboys
Al college Brooks giocò a football alla Wingate University (2018-2019), alla Tarlenton University (2020) e a South Carolina (2020-2022). Fu scelto nel corso del settimo giro (244º assoluto) del Draft NFL 2023 dai Dallas Cowboys. Debuttò come professionista subentrando nella gara del secondo turno contro i New York Jets. Nella settimana 10 contro i New York Giants ricevette 4 passaggi per 39 yard. La sua prima stagione si chiuse con 6 ricezioni per 64 yard in sette presenze, nessuna delle quali come titolare.